# Jazz Jackrabbit
 Jazz Jackrabbit – gra platformowa wydana przez Epic Games na PC w 1994. Gra wyszła zarówno na dyskietkach jak i na płytach CD-ROM i są do niej dostępne dwa dodatki o tematyce świątecznej pt. Holiday Hare '94 i Holiday Hare '95. W 1998 roku wydano sequel gry zatytułowany Jazz Jackrabbit 2 oraz dwa dodatki do niego – Jazz Jackrabbit 2: The Secret Files i Jazz Jackrabbit 2: The Christmas Chronicles. Od 30 listopada 2017 obie gry wraz ze wszystkimi dodatkami są dostępne poprzez serwis GOG.com.

## Historia opowiedziana w grze
Tytułowy bohater jest zielonym królikiem z czerwonymi bransoletami, bandaną na czole i bronią. Kiedy księżniczka Ewa Długouszka (ang. Eva Earlong) zostaje porwana przez złego żółwia Devana Skorupę (ang. Devan Shell), Jazz postanawia ją odbić, ratując przy tym swoją galaktykę przed wrogą rasą żółwi będących pod władzą Devana.

## Rozgrywka
Jest to dwuwymiarowa platformówka, w której gracz kieruje głównym bohaterem po rozległych poziomach i za pomocą różnych broni pozbywa się przeróżnych wrogów - podwładnych złego żółwia Devana i musi dotrzeć do wyjścia. Po przejściu 3 poziomów i pokonaniu bossa znajdującego się na końcu trzeciego akcja przenosi się na kolejną planetę. Główna część gry ma 6 epizodów, każdy składający się na 6 poziomów, nie licząc poziomów bonusowych 3D odbywających się między zwykłymi poziomami. W wersji CD poza 6 głównymi epizodami dostępne są także 3 dodatkowe epizody, jak również możliwość grania wyłącznie w poziomy bonusowe.